# エストリオール
エストリオール（英: Estriol, E3）は、エストロゲンの一種。母体の肝臓と胎盤、胎児の副腎を経て生成されるため、その血中濃度は胎児の生命状態の指標として用いられる。最終的には肝臓で薬物代謝酵素によって不活性化され、肝臓や小腸でその大半は硫酸抱合体やグルクロン酸となり、大部分は尿中に排出される。

## 生理活性
生理活性能はエストラジオールの1/10倍、エストロンの1/5倍。

## 生成系路

エストロン(E1)からエストリオール(E3)の生成系路

エストリオール(E3)は、その前駆物質であるエストロン(E1)から16a-ヒドロキシラーゼにより生成される。

## 環境問題
下水処理において、国土交通省のデータによれば、平均的には大部分が除去されてはいるが、中には処理水の方が下水中よりも高濃度になっているものもあった。特に、E2は除去率が高いが、E1は少々残留する場合があるようである。下水処理では、初段階においては、好気的環境でE2→E1が起きるが、抱合体となっているものは除去が難しいようである。これが、後に切断され、環境中で魚類の雌雄同体化などの影響を及ぼすことが考えられるが、まだ、研究の途上であり詳しい挙動は分かっていない。現在、下水処理場でのエストラジオールの除去に関する研究なども行われている。

## 医療におけるエストリオール
生体内でのホルモンとして、血液での濃度測定が行われる。薬剤として、投与される。ただしホルモン補充療法(HRT)は、大規模臨床試験で副作用が指摘され、現在は控えられる傾向にある。